# Thordén Wetterling Gallery
Thordén Wetterling Gallery var ett konstgalleri i Göteborg 1973–1994 och en kortare period på 2000-talet.
Edvard Thordén startade 1973 Edvard Thordén Gallery i Göteborg. Galleriet ställde ut verk av de ledande amerikanska och brittiska popkonstnärer och även svenskar som John-e Franzén och Ola Billgren. År 1978 blev Björn Wetterling delägare i galleriet, som därefter bytte namn. År 1984 öppnade Thordén Wetterling Gallery i Stockholm och ställde ut amerikanska och brittiska konstnärer som Robert Rauschenberg, David Hockney, Richard Hamilton och Jim Dine.
I början av 1990-talet gjorde galleriet nedskärningar och upphörde 1994. Björn Wetterling öppnade en satellit i Singapore, medan Edvard Thordén startade Lindblad Thordén Gallery tillsammans med Hanna Lindblad. Detta galleri visade ung svensk konst blandat med yngre brittiska och amerikanska konstnärer.
År 2007 återuppstod Thordén Wetterling Gallery i Göteborg.